# 百済文輔

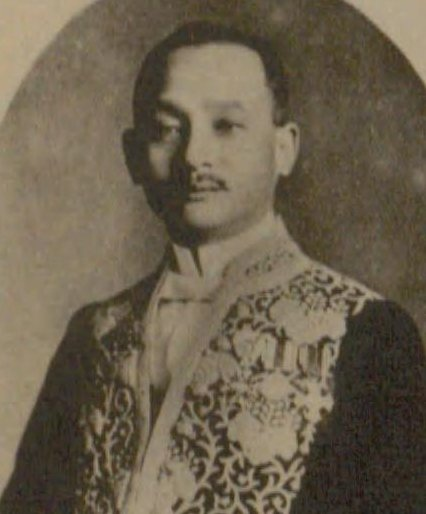
百済文輔

百済 文輔（くだら ぶんすけ / ふみすけ、1883年〈明治16年〉4月21日 - 1952年〈昭和27年〉8月4日）は、日本の内務・警察官僚、政治家。官選県知事、川崎市長、小倉市長。

## 経歴
山口県厚狭郡高千帆村（現山陽小野田市）出身。神職百済忠敬の息子として生まれる。山口高等学校を卒業。1908年、京都帝国大学法科大学政経学科を卒業。内務省に入省し山梨県属となる。1910年11月、文官高等試験行政科試験に合格した。
1911年3月、山梨県東山梨郡長に就任。1913年、関東都督府参事官となる。以後、大阪府事務官、三重県警察部長、群馬県内務部長、愛媛県内務部長、東京府産業部長、同書記官・内務部長、北海道庁内務部長など歴任。
1926年12月、群馬県知事に就任。産業会館建設、共進会開催、蚕糸業資金、教育調査会設置などに取り組んだ。1927年5月、奈良県知事に転任。
1929年8月、台湾総督府殖産局長に転任。1931年5月8日、依願免本官となり退官した。同年、川崎市長に就任し、さらに、1934年3月、小倉市長となり、1938年3月まで在任した。

## 人物
1924年、家督を相続する。渋谷区多額納税者である。宗教は神道。趣味はゴルフ、釣り、園芸、囲碁。住所は東京市渋谷区元広尾町（現・渋谷区広尾）。

## 家族・親族
百済家
- 父・忠敬（山口士族）[6][11]
- 母・トマ（1854年 - ?、百済忠安の三女）[6][11]
- 妻・ミツ（1892年 - ?、山口士族、中村珍政の三女）[6][11]
- 男・十一郎（1912年 - ?、日本鉱業会社員）[11]
- 二男[6]
- 三女[6]
- 四女[6]
- 五女[6]

親戚
- 弟・金沢正夫[6]（海軍中将）